# إديت تسيمرمان
إديت تسيمرمان (بالألمانية: Edith Zimmermann)‏ (و. 1941  م) هي متزحلقة نمساوية، شاركت في الألعاب الأولمبية الشتوية 1964، والتزلج على المنحدرات الثلجية في الألعاب الأولمبية الشتوية 1964 – سيدات انحدار ‏.

## روابط خارجية
- إديت تسيمرمان على موقع الاتحاد الدولي للتزلج (التزلج على المنحدرات الثلجية) (الإنجليزية)
- إديت تسيمرمان على موقع أوليمبيديا (الإنجليزية)